# Trzcianne (village)
Pour les articles homonymes, voir Trzcianne.
Trzcianne est un village polonais de la voïvodie de Podlachie et du powiat de Mońki. Il est le siège de la gmina de Trzcianne et comptait 607 habitants en 2003.

## Histoire
Une importante communauté juive vivait dans le village depuis le XVIIIe siècle. Le village était un shtetl, lors du recensement de 1909, 9 8 % des habitants de la ville étaient membres de la communauté juive. Un ancien cimetière juif est toujours visible.
Selon le recenssement de la commune de 1921, ont habité dans le village 1434 personnes, dont 33 étaient catholiques et 1401 judaïques. Parallèlement, 33 habitants ont déclaré avoir la nationalité polonaise, 1401 la nationalité juive. Dans le village, il y avait 177 bâtiments habitables.
Lorsque les Allemands occupent la ville en juin 1941, ils incendient le village puis rassemblent 1 000 habitants juifs dans le village voisin de Zubole. Là-bas, les juifs sont enfermés une semaine avant d'être massacrés lors d'une exécution de masse. 400 à 700 personnes sont tuées. Les autres sont relâchés. À l'automne 1941, un ghetto est construit dans lequel les juifs sont prisonniers. Le 2 novembre 1942, le ghetto est liquidé et les habitants sont déportés aux camps d'extermination de Treblinka et d'Auschwitz avec ceux des villages voisins. La communauté juive comptait 2 500 membres avant la Seconde Guerre mondiale et seulement 25 habitants juifs survivent à la Shoah. Pendant et après la Seconde Guerre mondiale, les soviétiques déportent des habitants au Kazakhstan.